# Australia Cup (1966)
Australia Cup 1966 – piąta edycja australijskiego krajowego pucharu piłkarskiego Australia Cup. W rozgrywkach wzięło udział 16 drużyn z siedmiu stanów i terytoriów: Australia Południowa, Australia Zachodnia, Australijskie Terytorium Stołeczne, Nowa Południowa Walia, Queensland, Tasmania i Wiktoria. W ramach rozgrywek zostały przeprowadzone trzy rudny eliminacyjne (runda I, ćwierćfinał, półfinał), z których zwycięska para wchodziła do finału rozgrywek. Zwycięzcą rozgrywek Australia Cup została drużyna APIA Leichhardt, która pokonała w finale drużynę Hakoah Eastern Suburbs.

## Uczestnicy Australia Cup 1966
| - APIA Leichhardt (FNSW) - Hakoah Eastern Suburbs (FNSW) - St George Budapest (FNSW) - South Coast United (FNSW) - Melbourne Hakoah (FFV) - Melbourne Hungaria (FFV) - Port Melbourne Slavia (FFV) - South Melbourne Hellas (FFV) |  | - Newcastle Austral (NNSWF) - Adamstown Rosebud FC (NNSWF) - Adelaide Juventus (FFSA) - West Adelaide Hellas (FFSA) - Latrobe-Western Suburbs (FQ) - Hope (Croatia Deakin) (CF) - Olympia Tasmania (FFT) - Perth Azzurri (FW) |

W rozgrywkach wzięło udział 16 drużyn z ośmiu federacji stanowych:
- Football NSW (FNSW, Nowa Południowa Walia): 4 drużyny;
- Football Federation Victoria (FFV, Wiktoria): 4 drużyny;
- Northern NSW Football (NNSWF, północna część Nowej Południowej Walii): 2 drużyny;
- Football Federation South Australia (FFSA, Australia Południowa): 2 drużyny;
- Football Queensland (FQ, Queensland): 1 drużyna;
- Capital Football (CF, Australijskie Terytorium Stołeczne): 1 drużyna;
- Football Federation Tasmania (FFT, Tasmania): 1 drużyna;
- Football West (FW, Australia Zachodnia): 1 drużyny.

## Rozgrywki

### Runda I
| 8 października 1966 | Hakoah Eastern Suburbs · H. Ninaus · Duffy · J. Christie · G. Hood | 6 – 2Raport | Latrobe-Western Suburbs · Buchanan | Sydney Showground, Sydney Widzów: 1 200 Sędzia: D. Muir |
|                     |                                                                    |             |                                    |                                                         |

| 9 października 1966 | St George Budapest · J. Warren · T. Zuckerman | 3 – 1Raport | Hope (Croatia Deakin) · B. Piggott | Wentworth Park, Sydney Widzów: 4 500 Sędzia: Roger Lamb |
|                     |                                               |             |                                    |                                                         |

Inne źródła podają, że strzelcem bramki dla drużyny Hope był Ivan Tijan.
| 9 października 1966 | APIA Leichhardt · C. van Blerk · J. Watkiss · A. Blue | 4 – 0Raport | Newcastle Austral | Wentworth Park, Sydney Widzów: 4 500 Sędzia: Dave Maitland |
|                     |                                                       |             |                   |                                                            |

Spotkania pomiędzy St George Budapest – Hope i APIA Leichhardt – Newcastle Austral zostały rozegrane tego samego dnia na tym samym obiekcie.
| 9 października 1966 | South Coast United · Mulqueeney · Salisbury · Dickson | 3 – 2Raport | Adamstown Rosebud FC · R. Baartz | Speers Point, Newcastle Widzów: 3 000 Sędzia: Vince Dobinson |
|                     |                                                       |             |                                  |                                                              |

| 9 października 1966 | South Melbourne Hellas · L. Damainakos 18' 56' · C. Nestorides 70' · E. Ackerley 72' | 4 – 1Raport | Adelaide Juventus · 65' S. Herczeg | Olympic Park Stadium, Melbourne Widzów: 8 850 Sędzia: Tony Boskovic |
|                     |                                                                                      |             |                                    |                                                                     |

| 9 października 1966 | Perth Azzurri · R. Reid 88' | 1 – 1 (dog.) k. 4:3Raport | Port Melbourne Slavia · I. Reid | Perry Lakes Stadium, Perth Widzów: 4 000 Sędzia: Bill Hosie |
|                     |                             |                           |                                 |                                                             |

| 9 października 1966 | West Adelaide Hellas | 0 – 1Raport | Melbourne Hungaria · B. Connelly | Hindmarsh Stadium, Adelaide Widzów: 6 000 Sędzia: E. Bude |
|                     |                      |             |                                  |                                                           |

| 9 października 1966 | Melbourne Hakoah · I. Monan · J. O’Neill · T. Smith · A. Purdie | 6 – 2Raport | Olympia Tasmania · D. Girling | Olympic Park Stadium, Melbourne Widzów: 2 300 Sędzia: E. Bude |
|                     |                                                                 |             |                               |                                                               |

Inne źródła podają, że strzelcem bramki dla drużyny Melbourne Hakoah nie był Alex Purdie, lecz Hugh Murney.

### Ćwierćfinały
| 15 października 1966 | Melbourne Hungaria · A. Abonyi · F. Stoffels | 4 – 1Raport | Perth Azzurri · N. Segon | Olympic Park Stadium, Melbourne Widzów: 3 126 Sędzia: Grant |
|                      |                                              |             |                          |                                                             |

| 16 października 1966 | Hakoah Eastern Suburbs · Salisbury sam.' · G. Hood · H. Ninaus · Harding | 4 – 0Raport | South Coast United | Wentworth Park, Sydney Widzów: 4 563 Sędzia: Geoff Harrison |
|                      |                                                                          |             |                    |                                                             |

| 16 października 1966 | APIA Leichhardt · J. Giacometti | 2 – 1Raport | St George Budapest · N. Telfer | Wentworth Park, Sydney Widzów: 4 563 Sędzia: A. Roberts |
|                      |                                 |             |                                |                                                         |

Spotkania pomiędzy Hakoah Eastern Suburbs – South Coast United i APIA Leichhardt – St George Budapest zostały rozegrane tego samego dnia na tym samym obiekcie.
| 23 października 1966 | South Melbourne Hellas · C. Nestorides 14' · J. Anderson 32' | 2 – 1Raport | Melbourne Hakoah · 6' J. Armstrong | Olympic Park Stadium, Melbourne Widzów: 8 221 Sędzia: Norm Jones |
|                      |                                                              |             |                                    |                                                                  |

### Półfinały
| 23 października 1966 | APIA Leichhardt · J. Giacometti · J. Watkiss | 3 – 0Raport | Melbourne Hungaria | Wentworth Park, Sydney Widzów: 4 521 Sędzia: Vince Dobinson |
|                      |                                              |             |                    |                                                             |

| 23 października 1966 | South Melbourne Hellas · C. Nestorides | 1 – 3Raport | Hakoah Eastern Suburbs · G. Hood · J. Christie · H. Ninaus | Olympic Park Stadium, Melbourne Widzów: 11 500 Sędzia: Bill Hosie |
|                      |                                        |             |                                                            |                                                                   |

Mecz został przerwany w 71. minucie spotkania w wyniku wtargnięcia kibiców na boisko. W wyniku tego zdarzenia drużyna Hakoah Eastern Suburbs awansowała do finału rozgrywek, a drużyna South Melbourne Hellas została wykluczona z kolejnej z kolejnej edycji (1967) Australia Cup.

### Finał
| 16 października 1966 | APIA Leichhardt · R. Campana 32' · B. Kerklaan 61' | 2 – 0Raport | Hakoah Eastern Suburbs | Wentworth Park, Sydney Widzów: 10 200 Sędzia: Dave Maitland |
|                      |                                                    |             |                        |                                                             |

| Zdobywca Australia Cup 1966         |
| ----------------------------------- |
| APIA Leichhardt 1. tytuł w historii |